# Chuniscala
Chuniscala is een geslacht van slakken uit de familie van de Epitoniidae. De wetenschappelijke naam van dit geslacht is voor het eerst geldig gepubliceerd in 1928 door Thiele.

## Soorten
- Chuniscala agulhasensis (Thiele, 1925)
- Chuniscala rectilamellata Kilburn, 1985